# Disphragis eusebia
Disphragis eusebia är en fjärilsart som beskrevs av Druce 1900. Disphragis eusebia ingår i släktet Disphragis och familjen tandspinnare. Inga underarter finns listade i Catalogue of Life.